# Hassan Moustafa
Hassan Moustafa (în arabă حسن مصطفى, n. 28 iulie 1944, în Cairo, Regatul Egiptului) este un manager sportiv egiptean și fost jucător de handbal. Moustafa este al cincilea și actualul președinte al Federației Internaționale de Handbal (IHF) și a fost anterior președintele Federației Egiptene de specialitate. Hassan Moustafa a ales în funcție în anul 2000 și a fost ultima dată reales președinte al IHF la al 36-lea congres extraordinar al organizației, desfășurat în Antalya, pe 11 noiembrie 2017, iar dacă își va duce la bun sfârșit acest mandat va deveni cel mai longeviv președinte din istoria IHF, depășindu-l pe elvețianul Hans Baumann, care a condus Federația Internațională între 1950 și 1971.

## Tinerețea și educația
Hassan Moustafa s-a născut în Cairo, în 1944. El a studiat disciplinele sportive la Universitatea Germană de Educație Fizică și Sport din Leipzig, Republica Democrată Germană, și și-a obținut doctoratul în urma unei lucrări cu tema: Elementele administrative ale unei misiuni de succes pentru cluburi și federații. Moustafa vorbește fluent engleză și arabă.

## Cariera de handbalist
Moustafa a jucat timp de 15 ani pentru clubul Al-Ahly și a fost selecționat la echipa națională a Egiptului timp de 10 ani. După ce și-a încheiat cariera sportivă, el a devenit antrenor și a fost votat cel mai bun antrenor din Egipt, în 1998. De asemenea, Moustafa a fost arbitru internațional de handbal.

## Manager sportiv
Înainte de a deveni președintele Federației Internaționale de Handbal, Hassan Moustafa a fost președintele Federației Egiptene de Handbal, între 1984 și 1992, respectiv între 1996 și 2008. A fost de asemenea ales în funcția de Secretar General al Comitetului Olimpic Egiptean. Între 1992 și 2000, Moustafa a deținut postul de președinte al Comisiei Tehnico-Metodice a IHF.

## Președinția IHF
Moustafa este președintele Federației Internaționale de Handbal începând din anul 2000. În timpul Campionatului Mondial de Handbal Masculin din 2009, între el și Secretarul General al IHF, Peter Mühlematter, a izbucnit un conflict.

### Alegerea președinților IHF
| Alegerea președintelui Federației Internaționale de Handbal | Alegerea președintelui Federației Internaționale de Handbal | Alegerea președintelui Federației Internaționale de Handbal | Alegerea președintelui Federației Internaționale de Handbal |
| An                                                          | Congres IHF                                                 | Candidat                                                    | Contracandidat                                              |
| ----------------------------------------------------------- | ----------------------------------------------------------- | ----------------------------------------------------------- | ----------------------------------------------------------- |
| 2000                                                        | Estoril                                                     | Hassan Moustafa 103 / 122                                   | Erwin Lanc Retras înaintea alegerilor                       |
| 2004                                                        | El Gouna                                                    | Hassan Moustafa 85 / 134                                    | Staffan Holmqvist 46 / 134                                  |
| 2009                                                        | Cairo                                                       | Hassan Moustafa 115 / 142                                   | Jean Kaiser 25 / 142                                        |
| 2013                                                        | Doha                                                        | Hassan Moustafa 150 / 163                                   | Fără contracandidat                                         |
| 2017                                                        | Antalya                                                     | Hassan Moustafa 104 / 152                                   | Fără contracandidat                                         |